# Muonio
Muonio este o comună din Finlanda.